# Nowy Gorodok
Nowy Gorodok (russisch Но́вый Городо́к) ist eine Siedlung städtischen Typs in der Oblast Kemerowo (Russland) mit 15.750 Einwohnern (Stand 14. Oktober 2010).

## Geographie

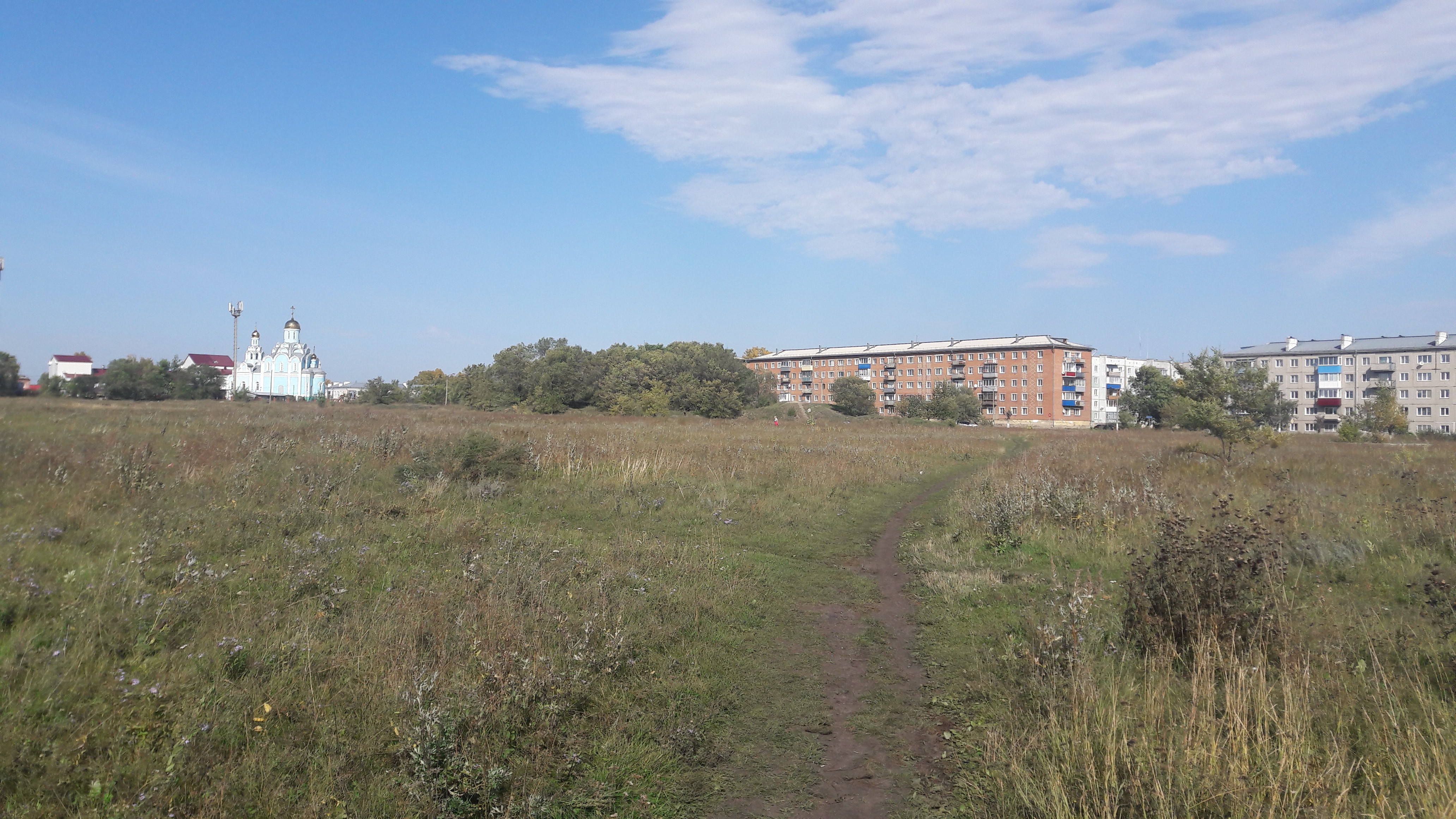
Nowy Gorodok

Die Siedlung liegt im Westen des Kusnezker Beckens, etwa 120 km Luftlinie südlich der Oblasthauptstadt Kemerowo, rechts des Flüsschens Bolschoi Batschat (Großer Batschat), des rechten Quellflusses des in die Inja mündenden Batschat.
Nowy Gorodok gehört zum Stadtkreis Belowo und liegt etwa 12 km südlich des Zentrums der Stadt Belowo. Zwischen der Siedlung und dem Zentrum von Belowo liegen dessen durch Industrie- und Bergbaugebiete voneinander und von Nowy Gorodok getrennte Stadtteile Bobonakowo und Tschertinski.

## Geschichte
Nowy Gorodok („Neues Städtchen“) entstand als Bergarbeitersiedlung in den 1960er- bis 1970er-Jahren im Zusammenhang mit der Ausweitung des Steinkohlenbergbaus südwestlich der Stadt Belowo als deren Stadtteil. Im Januar 1988 wurde es ausgegliedert und der Status einer Siedlung städtischen Typs verliehen.

### Bevölkerungsentwicklung
| Jahr | Einwohner |
| ---- | --------- |
| 1989 | 20.278    |
| 2002 | 16.765    |
| 2010 | 15.750    |

Anmerkung: Volkszählungsdaten

## Wirtschaft und Infrastruktur
In und um Nowy Gorodok gibt es mehrere Steinkohlenzechen (Tschertinskaja, Nowaja, Sapadnaja) und Unternehmen der Bauwirtschaft.
Straßenanbindung besteht in Richtung Belowo. In mehreren Kilometern Entfernung wird die Siedlung westlich von der Eisenbahnstrecke Nowosibirsk – Nowokusnezk umgangen (Station Ulus), östlich von der alten und der autobahnähnlich ausgebauten neuen Trasse der Regionalstraße Kemerowo – Leninsk-Kusnezki – Nowokusnezk.